# Altstadtbrücke Meißen
Die Altstadtbrücke in Meißen ist eine 205 m lange Straßenbrücke, die die Elbe bei Stromkilometer 82,2 überspannt. Sie überführt die Staatsstraße 177 mit drei Fahrstreifen sowie beidseitig angeordneten Geh- und Radwegen und dient als Verbindung der Altstadt Meißens mit den rechtselbischen Stadtteilen.

## Geschichte

### Frühere Brückenbauten

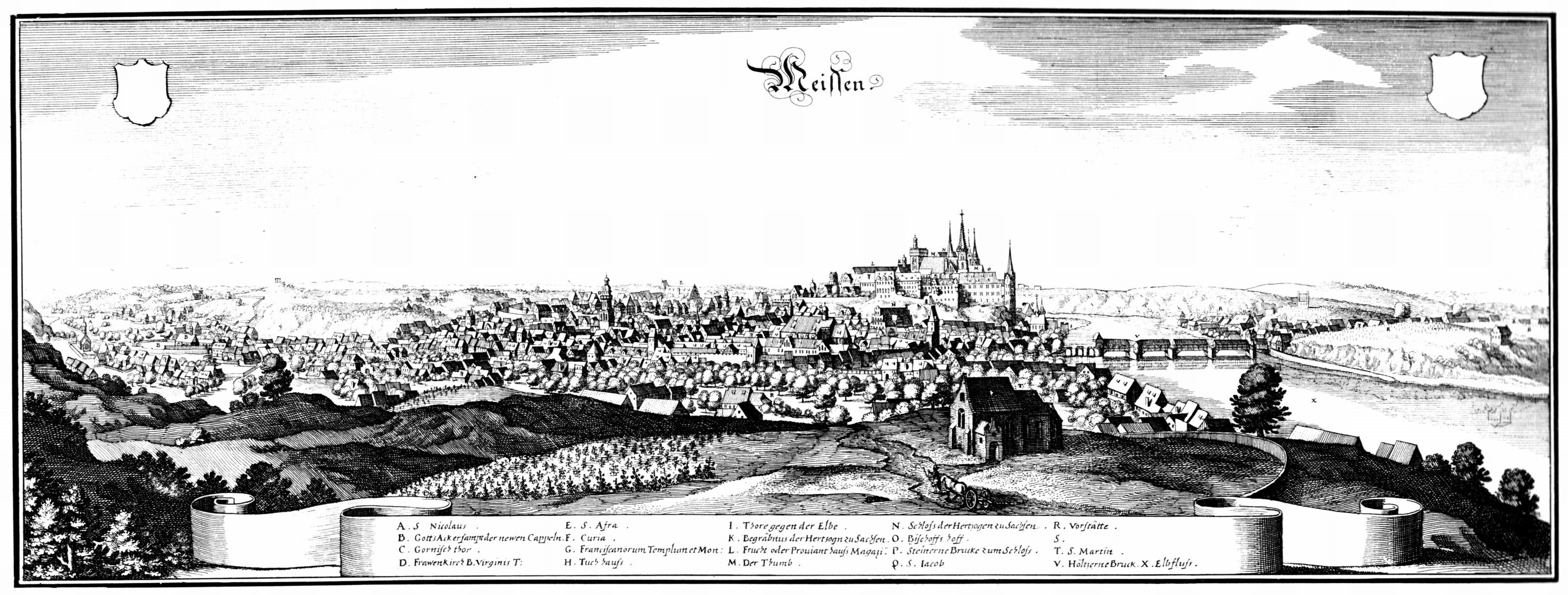
Meißen und die Elbebrücke
im 17. Jahrhundert

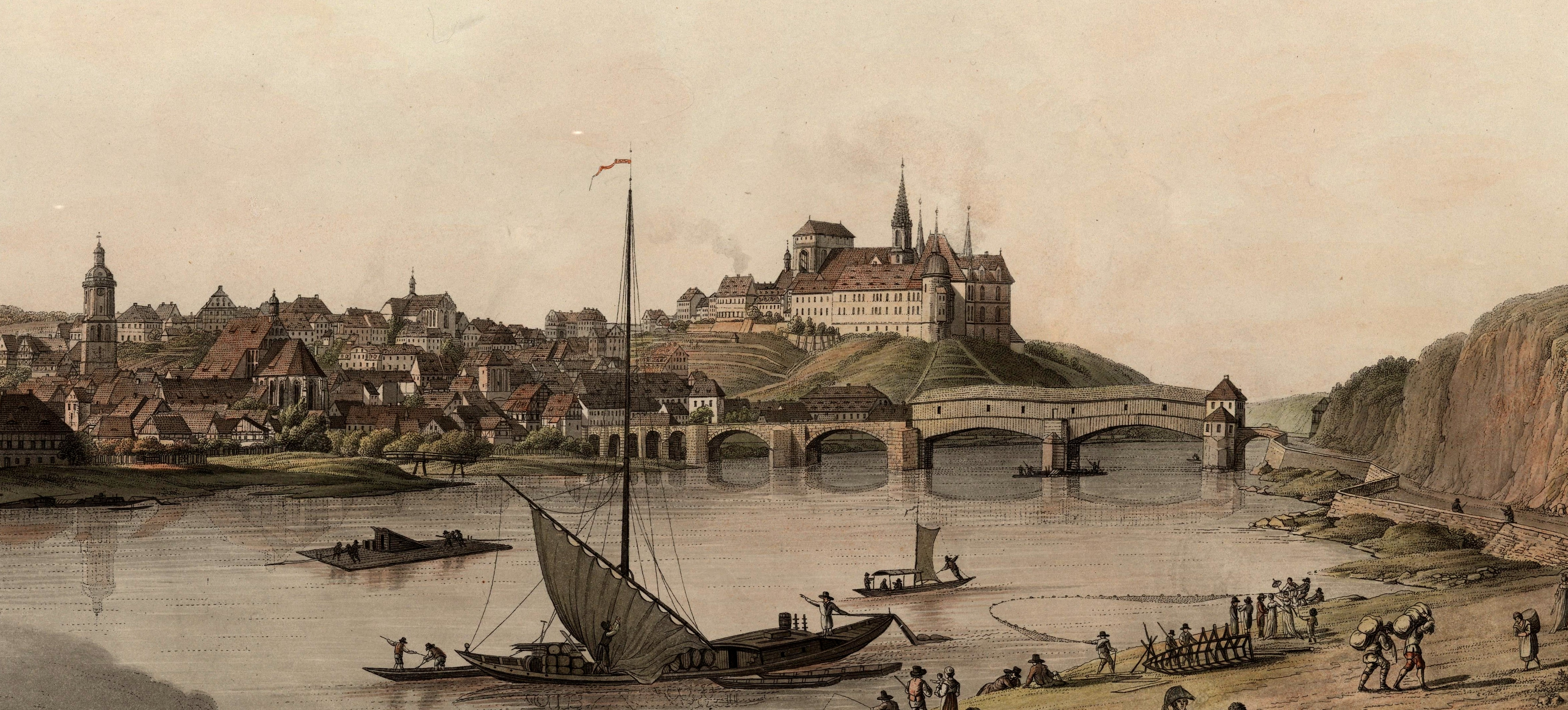
Ansicht von Meißen um 1805, der rechte Teil der Brücke besteht aus Holz und ist gedeckt

Die erste feste Elbquerung wurde ab 1160 in Meißen am Fuße des Burgberges als Holzkonstruktion errichtet. Eine erste urkundliche Erwähnung gibt es im Jahr 1291. Allerdings zerstörten in den folgenden Jahrhunderten wiederholt Eisgang oder Hochwasser die Holzbrücken an diesem Ort. Die am rechten Brückenkopf entstandene Siedlung trägt noch heute den Namen Vorbrücke. In der Zeit von 1443 bis 1463 wurde eine gedeckte Holzfachwerkbrücke auf Steinpfeilern mit Hauptstützweiten im Strombereich von 40 m und 50 m errichtet. Trotzdem wurde das Bauwerk in verschiedenen Kriegen in Brand gesetzt, so 1547 im Schmalkaldischen Krieg, 1637 im Dreißigjährigen Krieg, 1757 im Siebenjährigen Krieg und nach dem russischen Feldzug am 13. März 1813 auf Befehl des französischen Generals Louis-Nicolas Davout.
Bis zur Eröffnung der Eisenbahnbrücke in Riesa 1839 war die Brücke in Meißen die einzige Brücke zwischen Dresden (Augustusbrücke) und Torgau.
Von 1815 bis 1866 bestand der Überbau aus hölzernen Fachwerkbindern. Die Binder waren mit Brettern so verschalt, dass durch Formgebung und aufgemalte Fugen der Eindruck einer Steingewölbebrücke entstand. Am 15. Juni 1866 sprengten sächsischen Einheiten während des Einmarsches preußischer Truppen den dritten Brückenpfeiler. Beim Wiederaufbau der Brücke wurde 1867 erstmals ein eiserner Gitterträger als Überbau montiert.
Von 1889 bis 1932 verkehrte die Straßenbahn über die Brücke.

### Neubau von 1934
Seit 1889 bemühte sich der Meißner Rat beim Königlichen Finanzministerium, der seit 1814 für die Brücke zuständigen Behörde, um einen kompletten Brückenneubau. 1914 wurde ein bereits anstehender Brückenneubau auf Grund des Kriegsausbruchs verschoben. In den 1920er Jahren folgten zwei Ideenwettbewerbe, der Beschluss zum Bau wurde im Dezember 1932 gefasst. Der Neubau nach Plänen von Kurt Beyer folgte schließlich in den Jahren 1933 bis 1934 als aufgrund des Brückenwettbewerbes aus dem Jahr 1929 eine 202,5 m lange Deckbrücke gebaut wurde. Der Überbau der genieteten Stahlkonstruktion bestand in Längsrichtung aus Vollwandträgern, auf denen Querträger und sekundäre Längsträger die Stahlbetonfahrbahnplatte ablasteten. Die Widerlager und Pfeiler wurden betoniert und mit rotem Meißner Granit verkleidet. Die Nutzung für die Straßenbahn waren bei dem Neubau nicht vorgesehen.
Am 5. Juni 1934 erfolgte die teilweise Verkehrsfreigabe der neuen Brücke, am folgenden Tag wurde mit dem Abbruch der alten Brücke begonnen. Da die Brücke im Rahmen der Arbeitsbeschaffungsmaßnahmen aus der Zeit der Weimarer Republik entstanden war, war die örtliche NSDAP-Führung nicht zu einer feierlichen Einweihung am Tag der vollständigen Übergabe des Bauwerks, dem 17. November 1934 bereit. Vermutlich aus demselben Grund lehnte die Reichskanzlei 1935 die Benennung in Adolf-Hitler-Brücke ab.

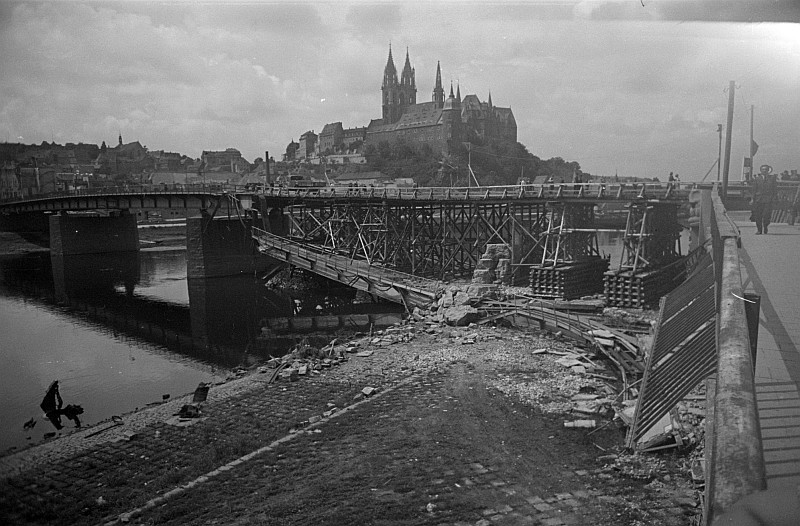
Elbebrücke, Provisorium nach dem Zweiten Weltkrieg

Am 26. April 1945 wurden das äußere sowie ein anschließendes inneres Brückenfeld durch eine Sprengung der Wehrmacht zerstört. Bereits im Juni des gleichen Jahres nahmen die neue Stadtverwaltung und das Mitteldeutsche Stahlwerk Lauchhammer/Riesa die Initiative zur Reparatur der Brücke auf. Schon am 31. Januar 1946 war das Bauwerk so weit instand gesetzt, dass es wieder befahrbar war, die Eröffnung wurde am 3. Februar gefeiert. Im Jahre 1954 erhielt sie den Namen „Brücke der Deutsch-Sowjetischen Freundschaft“.

### Brücke von 2000
Unzureichender Bauwerksunterhalt führte in den folgenden Jahrzehnten bei der Brücke zu größeren Korrosionsschäden. Im Jahr 1991 wurde der Pflasterbelag der Fahrbahn durch einen bituminösen Fahrbahnbelag ausgetauscht und im Gehwegbereich ein Stahlblech mit Epoxidharzbeschichtung ersatzweise eingebaut. Da diese Maßnahmen keinen dauerhaften Erfolg hatten und aufgrund der vorhandenen Schäden wurde schließlich der komplette Brückenüberbau zwischen den Jahren 1999 und 2000 durch einen Neubau mit ähnlicher Konstruktionsart ersetzt. Die Unterbauten konnten nach einer Instandsetzung weiter verwendet werden.
Die Brücke konnte nicht planmäßig am 17. Dezember 1999 für den Verkehr freigegeben werden, sondern erst am 24. Juli 2000. Hauptgründe waren das unplanmäßige Vorfinden von denkmalgeschützten Bauteilen sowie eine längere Niedrigwasserperiode der Elbe, wodurch ein  Schwimmkran aus Rotterdam nicht zum geplanten Einsatz kam. Dieser erlitt bei Riesa eine Havarie. In einem ersten Schritt wurde der alte Überbau demontiert. Im nächsten Schritt wurde die neue Stahlkonstruktion in fünf Montageschüssen, mit bis zu 76 t Masse, mit einem Schwimmkran ab Anfang Februar 2000 eingehoben. Die Trägermontage des linken Randfeldes erfolgte vom Ufer aus mit einem Autokran. Anschließend folgte die abschnittsweise Herstellung der Stahlbetonfahrbahnplatte mit einem Schalwagen in Längen von ungefähr 18,2 m. Die Spannbetonbrücken wurden auf einem Lehrgerüst betoniert.

## Beschreibung

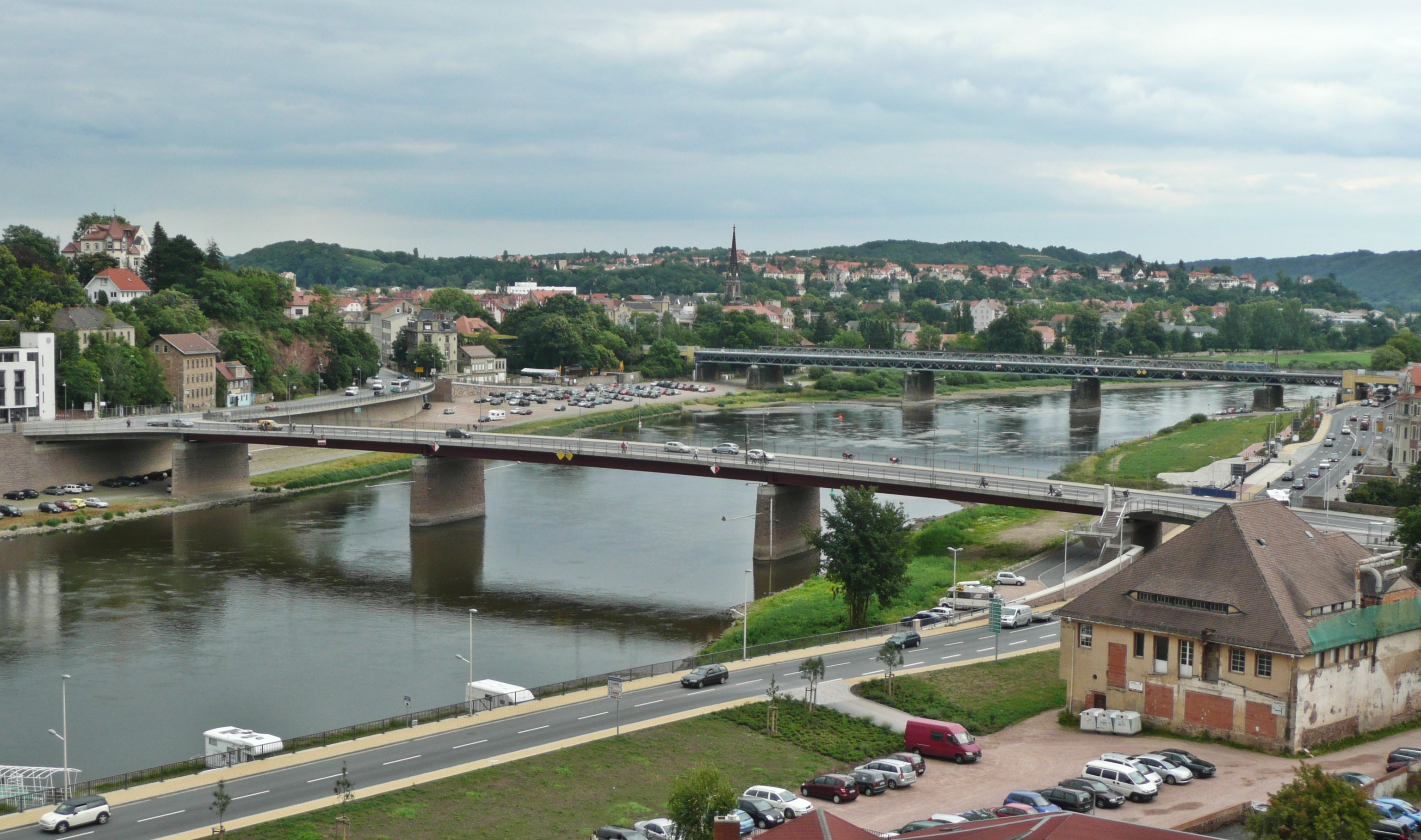
Altstadtbrücke im Juli 2008

Die fünffeldrige, 204,71 m lange Straßenbrücke ist in den Stromfeldern eine Stahlverbundkonstruktion mit Stützweiten von 51,35 m, 61,20 m und 51,35 m. Die Randfelder mit Stützweiten von 20,07 m bzw. 20,74 m sind aufgrund komplizierter Grundrissgeometrien mit Aufweitungen Spannbetonbauteile.
Der Überbau der Stromfelder, ein dreistegiger Plattenbalken, wird von stählernen Längsträgern mit einem Achsabstand von 6,3 m getragen, die durch Kopfbolzendübel mit der bei einer veränderlichen Querschnittshöhe im Mittel 33 cm dicken und 18,1 m breiten Stahlbetonfahrbahnplatte verbunden sind. Querträger verbinden die Hauptträger über den Stützen und in den Feldern. Im Strombereich ist eine lichte Höhe von 6,36 m beim höchsten schiffbaren Wasserstand vorhanden.